# Benjamin Henry Sheares
Benjamin Henry Sheares, né le 12 août 1907 à Singapour et mort le 12 mai 1981 dans cette même ville, est le 2e président de la république de Singapour.